# 日向大祐
日向 大祐（ひゅうが だいすけ、1979年1月14日 - ）は、日本のマジシャン。

## 経歴
東京都出身。海城中学校・高等学校、東京大学工学部精密機械工学科卒、東京大学大学院新領域創成科学研究科環境学専攻修了後、マジシャンとして活動を開始。2009年、イギリスで開催されたマジックコンベンション「Blackpool Magic Convention」にて優勝し、日本人初のヨーロッパチャンピオンとなる。
2014年、シンガーソングライターの高橋あすかとエンターテイメントユニットSoLa（ソラ）を結成し活動。
マジシャン活動外では塾講師として働いていたが、2020年12月16日、講師を務めていた千葉県船橋市の学習塾で、授業中に教え子の女子高校生のスカートの中をスマートフォンで盗撮しようとした疑いで、千葉県警察船橋東署に逮捕された。
2022年6月、ブログに謝罪文を掲載した。
2023年3月、東京イリュージョン主催「第7回 Young Magician's Session」に出演。舞台活動に復帰した。

## 出演

### 舞台
- 博品館劇場ミュージカル「ALIVE!」（2005年、博品館劇場、演出：橋爪貴明）
- インプロ・ミニ・フェスティバルvol.2〜9（2003年〜2009年、シアターブラッツ、中野あくとれ、プーク人形劇場など）
- NeXT IMPRO THEATRE（2005年−2010年、プーク人形劇場、レギュラー出演）
- Chicago Improv Festival（2007年、2009年、アメリカ・シカゴ）
- Gotta2 presents 舞台公演「ビューティフル・サンデイ」（作・中谷まゆみ）（2010年、参宮橋トランスミッション）
- シアトリカルマジックライブ Retrace（作・演出・ソロ出演）（2011年9月、APOCシアター）
- シアトリカルマジックライブvol.2 Retrace（作・演出・ソロ出演）（2012年2月、APOCシアター）
- シアトリカルマジックライブvol.3 Collæge（作・演出・ソロ出演）（2013年2月、APOCシアター）
- シアトリカルマジックライブvol.4 Collæge（2013年、APOCシアター）（2013年10月、APOCシアター）
- シアトリカルマジックライブ番外編 COLOR NOTE（作・演出・出演　共演：高橋あすか）（2014年5月、APOCシアター）
- シアトリカルマジックライブvol.5 Retrace（作・演出・ソロ出演）（2014年7月、シアターグリーンBASE THEATER）
- シアトリカルマジックライブ番外編 COLOR NOTE ii（作・演出・出演　共演：高橋あすか）（2014年10月、シアターグリーンBASE THEATER）
- シアトリカルマジックライブ COLOR NOTE in 熊本（作・演出・出演　共演：高橋あすか）（2016年2月、熊本市現代美術館アートロフト）
- 東京インプロフェスティバル2016（2016年6月、プーク人形劇場）
- シアトリカルマジックライブvol.6 POP（作・演出・主演　共演：古林一誠、村川加苗）（2017年3月、APOCシアター）
- 東京MT「SUPER ナイト・オブ・ザ・リビングルーム」（2017年7月、参宮橋トランスミッション）
- 「即興23区其ノ弐　戦国即興合戦」（2018年4月、新中野ワニズホール）
- シアトリカルマジックライブvol.7 POP（作・演出・主演　共演：古林一誠、村川加苗）（2018年6月、上野ストアハウス）
- 東京MT「HUMAN CHAOS」（2018年8月、参宮橋トランスミッション）
- 「即興23区vol.3　私立即興学園」（2018年11月、新中野ワニズホール）
- 集団as if〜第18回解散本公演『千一夜の物語～as if by magic Sinbad～』（2018年12月、シアターグリーンBIG TREE THEATER）
- インプロカンパニーPlatform「シュウマツの予定。」（2019年4月）
- 「即興23区vol.4　がんばれ！即興商店街」（2019年6月、新中野ワニズホール）
- 東京MT「LAVOXXX」（2019年7月、参宮橋トランスミッション）
- 「即興23区vol.5　僕らは、宇宙へ出かけた。」（2020年1月、新中野ワニズホール）
- 「第7回 Young Magician's Session」（2023年3月、座・高円寺）

### テレビ
- 「God Hands ～マジシャン No.1 決定戦～」（2008年12月、TV 朝日）
- 「Mr.マリックの東京マジック散歩」（2015年８月、BS-TBS）
- 「テレビタミン」（2016年1月、KKTくまもと県民テレビ）
- 「こど〜MO!」（2017年5月〜、TOKYO MX）
- 「リトルトーキョーライフ」（2018年11月、TV TOKYO）

## 著書
- 『iPhone iPadマジック』（内田伸哉共著、晋遊舎、2011年）
- 『3分で心をつかむ かんたんマジック』（中経出版、2012年）
- 『東大式手品 リモートでも楽しい！』（大久保康平共著、主婦の友社、2020年）

## 受賞
- 第17回世界マジックシンポジウム クロースアップ部門　優勝（2007年）
- AMA Convention 2007 Close-up Magic Competition 第1位（2007年）
- Blackpool Magic Convention European Magical Close-Up Championship Winner（2009年）
- 著述放送文化賞（Japan Cup 2019）（2019年）